# Camp de Túria
Camp de Túria (Tiếng Tây Ban Nha: Campo de Turia) là một ’’comarca’’ trong tỉnh Valencia, Cộng đồng Valencian, Tây Ban Nha.

## Các đô thị bên trong
- Benaguasil
- Benisanó
- Bétera
- Casinos
- L'Eliana
- Gátova
- Llíria
- Loriguilla
- Marines
- Náquera
- Olocau de Carraixet
- La Pobla de Vallbona
- Riba-roja de Túria
- San Antonio de Benagéber
- Serra de Portaceli
- Vilamarxant